# Longeaux
Longeaux [lɔ̃ʒo] ist eine französische Gemeinde mit 219 Einwohnern (Stand: 1. Januar 2022) im Département Meuse in der Region Grand Est. Sie gehört zum Kanton Ligny-en-Barrois im Arrondissement Bar-le-Duc.
Nachbargemeinden sind Menaucourt im Nordosten, Nantois im Südosten, Villers-le-Sec im Südwesten und Givrauval im Nordwesten.

## Bevölkerungsentwicklung

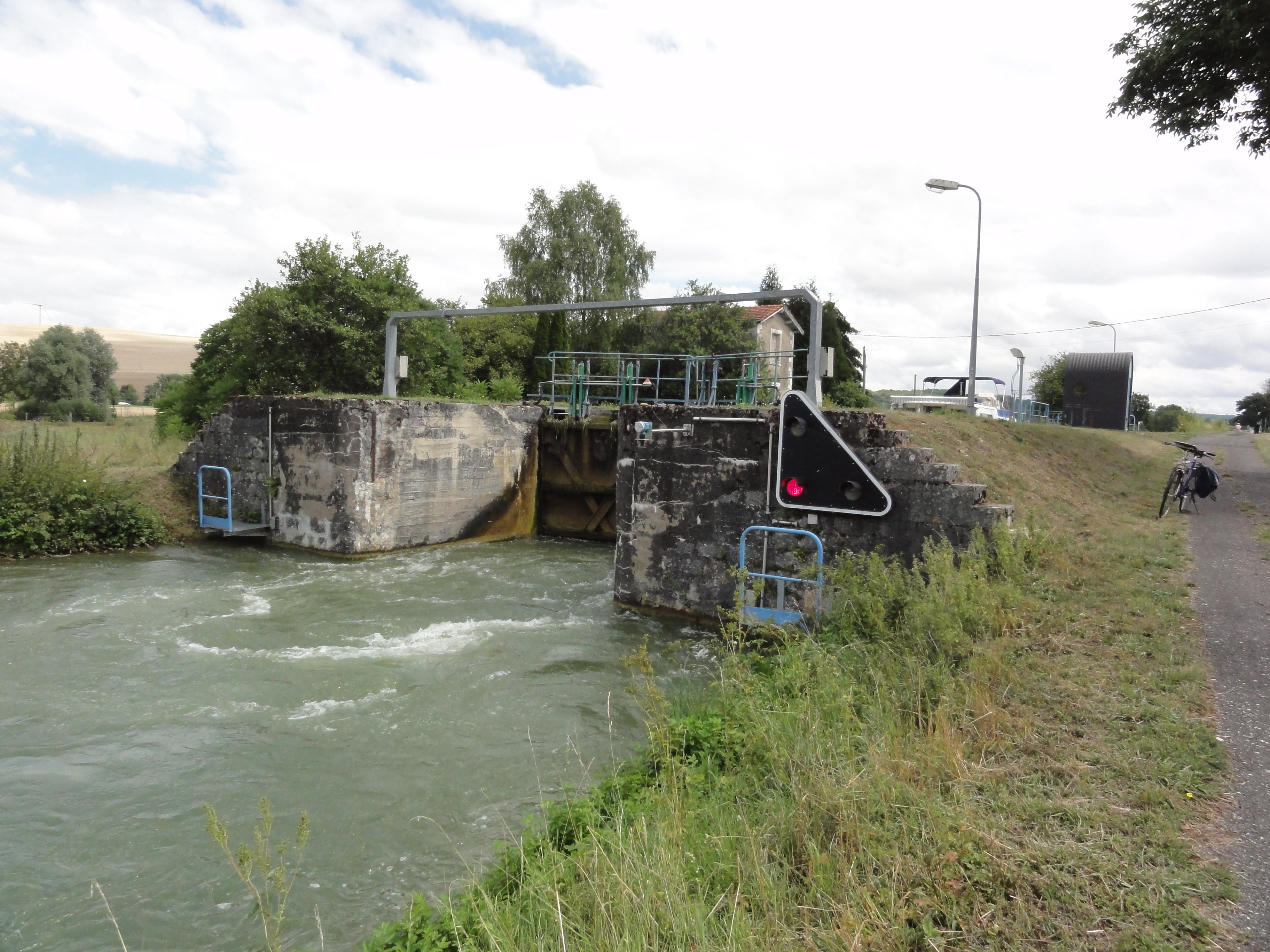
Schleuse des Rhein-Marne-Kanals bei Longeaux

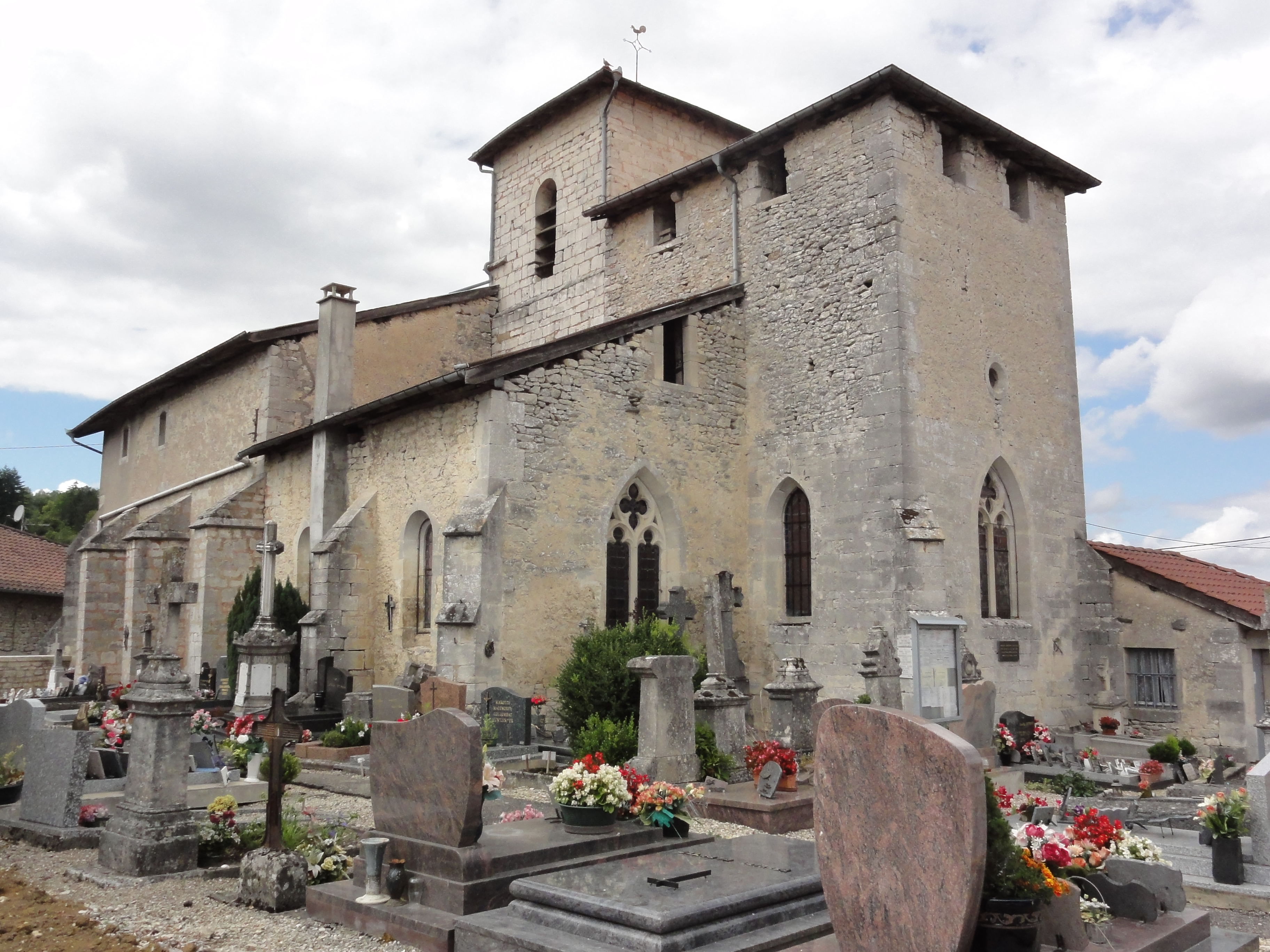
Kirche Saint-Gengoult

| Jahr      | 1962 | 1968 | 1975 | 1982 | 1990 | 1999 | 2008 | 2019 |
| --------- | ---- | ---- | ---- | ---- | ---- | ---- | ---- | ---- |
| Einwohner | 200  | 218  | 208  | 200  | 225  | 213  | 235  | 224  |